# Oswald Karch
Oswald Karch (6 de março de 1917 — 28 de janeiro de 2009) foi um automobilista alemão que participou do Grande Prêmio da Alemanha de 1953 de Fórmula 1.